# Anisodes excavaria
Anisodes excavaria là một loài bướm đêm trong họ Geometridae.